# Hoa hậu Thế giới 1994

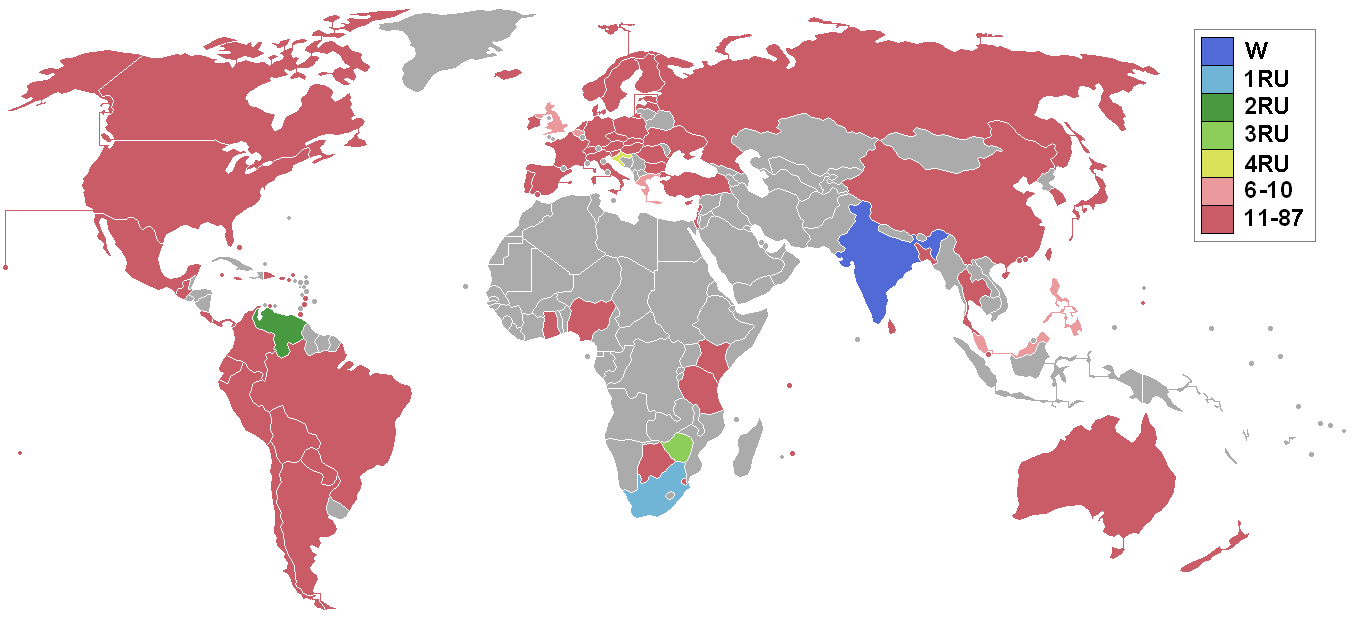
Các quốc gia và vùng lãnh thổ tham dự cuộc thi và kết quả

Hoa hậu Thế giới 1994 là cuộc thi Hoa hậu Thế giới lần thứ 44 được tổ chức vào ngày 19 tháng 11 năm 1994, đánh dấu lần thứ 3 liên tiếp Nam Phi đăng cai. Diễn viên Blair Underwood và siêu mẫu Naomi Campbell xuất hiện với tư cách khách mời. Cuộc thi đã thu hút 87 thí sinh từ khắp thế giới tham dự. Lisa Hanna của Jamaica đã trao vương miện cho người kế nhiệm Aishwarya Rai của Ấn Độ vào cuối sự kiện.
Tháng 12 năm 2014, Tổ chức Hoa hậu Thế giới trao tặng giải thưởng Sắc đẹp trọn đời vì mục đích cao cả cho Aishwarya Rai tại cuộc thi Hoa hậu Thế giới lần thứ 64 vì những hoạt động nhân đạo của cô kể từ khi cô giành được vương miện.

## Kết quả

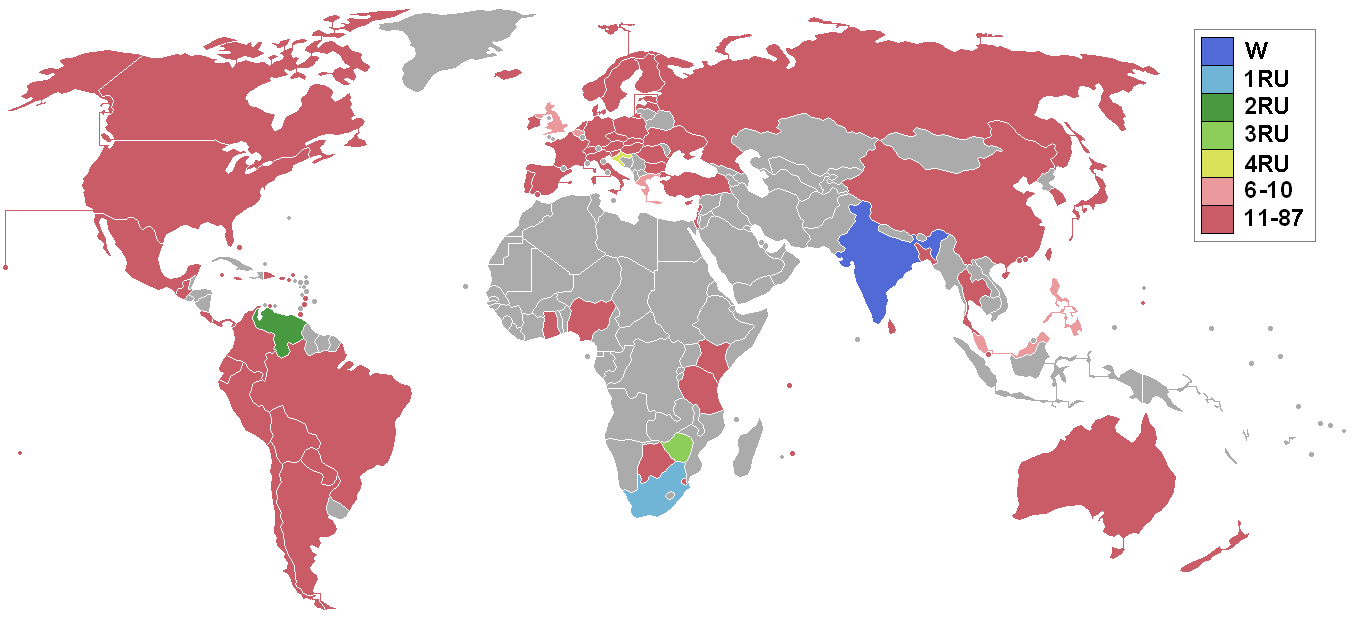
Các nước tham dự cuộc thi và kết quả.

### Thứ hạng
| Kết quả               | Thí sinh |
| --------------------- | --- |
| Hoa hậu Thế giới 1994 | - Ấn Độ – Aishwarya Rai |
| Á hậu 1               | - Nam Phi – Basetsana Makgalemele |
| Á hậu 2               | - Venezuela – Irene Ferreira |
| Top 5                 | - Croatia – Branka Bebic - Zimbabwe – Angeline Musasiwa                                                                                                |
| Top 10                | - Bỉ – Ilse De Meulemeester - Hy Lạp – Evi Adam - Malaysia – Rahima Orchient Yayah - Philippines – Caroline Subijano - Vương quốc Anh – Melanie Abdoun |

### Các giải thưởng đặc biệt
| Giải thưởng                 | Thí sinh                      |
| --------------------------- | ----------------------------- |
| Trang phục dân tộc đẹp nhất | - Venezuela – Irene Ferreira  |
| Hoa hậu Cá tính             | - Thái Lan – Patinya Thongsri |
| Hoa hậu Ảnh                 | - Ấn Độ – Aishwarya Rai       |

### Các nữ hoàng sắc đẹp khu vực
| Khu vực                 | Thí sinh                             |
| ----------------------- | ------------------------------------ |
| Châu Phi                | - Nam Phi – Basetsana Makgalemele    |
| Châu Mỹ                 | - Venezuela – Irene Ferreira         |
| Châu Á & Châu Đại dương | - Ấn Độ – Aishwarya Rai              |
| Vùng Caribê             | - Quần đảo Cayman – Anita Lilly Bush |
| Châu Âu                 | - Croatia – Branka Bebić             |

## Giám khảo
- Eric Morley - Chủ tịch của tổ chức Hoa hậu Thế giới [6]
- Eileen Ford[6]
- Ron Moss[6]
- Katherine Kelly Lang[6]
- Patrick Lichfield[6]
- Marsha Rae Ratcliff[6]
- Charles Dance[6]
- Iman[6]
- Herb Ritts[6]
- Zindzi Mandela-Hlongwane - Con gái của Nelson Mandela[6]
- Lương Gia Huy[6]

## Thí sinh
| Quốc gia/Lãnh thổ        | Thí sinh                             | Quê nhà       |
| Quần đảo Virgin (Mỹ)     | Jessalyn Pearsall                    | St. Thomas    |
| Argentina                | Miriam Elizabeth Nahon               | Buenos Aires  |
| Úc                       | Skye-Jilly Edwards                   | Hobart        |
| Áo                       | Bianka Engel                         | Graz          |
| Bahamas                  | Deanna Tamara North                  | Nassau        |
| Bangladesh               | Anika Taher                          | Dhaka         |
| Bỉ                       | Ilse de Meulemeester                 | Bruxelles     |
| Bolivia                  | Mariel Gabriela Arce Taborga         | Cochabamba    |
| Botswana                 | Hazel Kluto Mmopi                    | Gaborone      |
| Brazil                   | Valquiria Melnik Blicharski          | Curitiba      |
| Quần đảo Virgin (Anh)    | Khara Michelle Forbes                | Tortola       |
| Bulgaria                 | Stella Ognianova                     | Sofia         |
| Canada                   | Shawna Roberts                       | Calgary       |
| Quần đảo Cayman          | Anita Lilly Bush                     | Grand Cayman  |
| Chile                    | Yulissa Macarena del Pino Pinochet   | Santiago      |
| Trung Quốc               | Phan Đào                             | Thâm Quyến    |
| Colombia                 | Maria Eugenia González Ponce de León | Bogotá        |
| Costa Rica               | Silvia Ester Muñoz Mata              | Puntarenas    |
| Croatia                  | Branka Bebic                         | Dubrovnik     |
| Curaçao                  | Marisa Corine Bos                    | Willemstad    |
| Síp                      | Johanna Uwrin                        | Limassol      |
| Cộng hòa Séc             | Lenka Belickova                      | Karlovy Vary  |
| Đan Mạch                 | Sara Maria Wolf                      | Copenhagen    |
| Cộng hòa Dominica        | Claudia Franjul González             | Santo Domingo |
| Ecuador                  | Diana Margarita Noboa Gordon         | Guayaquil     |
| Estonia                  | Auli Andersalu                       | Tallinn       |
| Phần Lan                 | Mia Marianne Forsell                 | Askola        |
| Pháp                     | Radiah Latidine                      | Cayenne       |
| Đức                      | Marte Helberg                        | München       |
| Ghana                    | Matilda Aku Alomatu                  | Accra         |
| Gibraltar                | Melissa Berllaque                    | Gibraltar     |
| Hy Lạp                   | Evangelia (Evi) Adam                 | Athens        |
| Guam                     | Chalorna Freitas                     | Agana         |
| Guatemala                | Sonia Maria Rosales Vargas           | Zacapa        |
| Hà Lan                   | Joshka Bon                           | Amsterdam     |
| Hồng Kông                | Hoạt Lệ Minh                         | Hồng Kông     |
| Hungary                  | Timea Farkas                         | Záhony        |
| Iceland                  | Birna Bragadóttir                    | Álftanes      |
| Ấn Độ                    | Aishwarya Rai                        | Mumbai        |
| Indonesia                | Melly Goeslaw                        | Bandung       |
| Ireland                  | Anna Maria McCarthy                  | Dublin        |
| Israel                   | Shirly Swarzberg                     | Tel Aviv      |
| Ý                        | Arianna Novacco                      | Trieste       |
| Jamaica                  | Johanna Simone Ulett                 | Kingston      |
| Nhật Bản                 | Shinobu Sushida                      | Miyazaki      |
| Kenya                    | Josephine Wanjiku Mbatia             | Nairobi       |
| Hàn Quốc                 | Chae Yeon-hee                        | Seoul         |
| Latvia                   | Daina Tobija                         | Riga          |
| Liban                    | Lara Badaoui                         | Keserwan      |
| Ma Cao                   | Chen Ji-Min                          | Ma Cao        |
| Malaysia                 | Rahima Orchient Yayah                | Kuala Lumpur  |
| Mauritius                | Marie Priscilla Mardaymootoo         | Port Louis    |
| México                   | Claudia Hernández Rodríguez          | Nayarit       |
| New Zealand              | Karly Donne Kinnaird                 | Hastings      |
| Nigeria                  | Susan Hart                           | Benue         |
| Na Uy                    | Anne Lena Hansen                     | Oslo          |
| Panama                   | Carmen Lucía Ogando Ginono           | Colon         |
| Paraguay                 | Jannyne Elena Peyrat Scolari         | Asuncion      |
| Peru                     | Marcia Pérez Marcés                  | Lima          |
| Philippines              | Caroline Subijano                    | Manila        |
| Ba Lan                   | Jadwiga Flank                        | Bielsko-Biała |
| Bồ Đào Nha               | Leonor Filipa Correia Leal Rodrigues | Lisboa        |
| Puerto Rico              | Joyce Marie Giraud Mojica            | Aguas Buenas  |
| România                  | Leona Dalia Voicu                    | Bucharest     |
| Nga                      | Anna Malova                          | Moskva        |
| St. Lucia                | Yasmine Lyndell Walcott              | Castries      |
| St. Vincent & Grenadines | Cornise Yearwood                     | Georgetown    |
| Seychelles               | Marquise David                       | Victoria      |
| Singapore                | Pickard Angela Lee Kim Mei           | Singapore     |
| Slovakia                 | Karin Majtanova                      | Bratislava    |
| Slovenia                 | Janja Zupan                          | Ljubljana     |
| Nam Phi                  | Basetsane Makgalemele                | Johannesburg  |
| Tây Ban Nha              | Virginia Pareja Garófano             | Barcelona     |
| Sri Lanka                | Nushara Rusri Pramali Fernando       | Colombo       |
| Swaziland                | Stephanie Wesselo                    | Mbabane       |
| Thụy Điển                | Sofia Andersson                      | Stockholm     |
| Thụy Sĩ                  | Sarah Briguet                        | Lausanne      |
| Tahiti                   | Vaea Christine Sandra Olanda         | Papeete       |
| Đài Loan                 | Ngô Trung Quân                       | Đài Bắc       |
| Tanzania                 | Aina William Maeda                   | Dodoma        |
| Thái Lan                 | Patinya Thongsri                     | Băng Cốc      |
| Trinidad & Tobago        | Anabel Thomas                        | Port of Spain |
| Thổ Nhĩ Kỳ               | Pinar Altug                          | Istanbul      |
| Ukraina                  | Nataliya Vasilievna Kozitskaya       | Kiev          |
| Vương quốc Anh           | Melanie Abdoun                       | Luân Đôn      |
| Hoa Kỳ                   | Kristie Harmon                       | Conyers       |
| Venezuela                | Irene Ferreira                       | Caracas       |
| Zimbabwe                 | Angeline Musasiwa                    | Harare        |